# Unicycle dio
unicycle dio（ユニサイクルディオ）は、2011年に結成された、日本のロックバンド。略称として『dio』が用いられる。

## 概要
2011年にGt&Vo.岡本啓太を中心にバンドを結成。後に幾度のメンバー交代を経て2018年に現メンバーとなる。

## メンバー
- 岡本啓太（おかもと　けいた）

9月1日生まれ。血液型はB型。ボーカル及びギター及びほぼ全ての曲の作詞作曲を担当。
- 吉田アカリ（よしだ　あかり）

9月19日生まれ。ドラム担当。

## 略歴
- 2011年 - Gt.,Vo.岡本啓太を中心にバンド結成。その後、Ba.石野が留学の為、活動休止。
- 2012年 - 1st miniアルバム「深夜二時」発売、活動再開。
- 2013年 - 初ツアーを敢行。このライブより、2nd miniアルバム「上がれ!上がれ!!上がれ!!!」を発売。Ba.石野、Dr.白銀脱退。新メンバーとしてBa.に谷川匠、Dr.に比嘉翔平を迎える。メンバー加入後、二回目となるツアーを敢行。またこの年にスペースシャワー主催オーディション「Day Dream Believer」にて全国500組の応募の中から13組に選出された。
- 2014年 - 1st miniアルバム「深夜二時」完売。「SAKAE SP-RING 2014」に出演。1stシングル「Muddy」を発売。Ba.谷川が脱退、後にBa.本田周平加入。
- 2015年 - 3月4日に3rd miniアルバムにして初の全国流通盤「BOW MORE!」を発売。11月にGt.松本、Dr.比嘉が脱退。これを機にVo.岡本とBa.本田の二人になり、無期限の活動休止期間に入る。
- 2016年 - 3月に吉田アカリ（ex. Loverador/パノラマジョーカー）が上京、ドラマーとして加入したことによりスリーピースバンドとして再始動。
- 2018年 - 2月10日の47都道府県ツアーファイナルを以ってBa.本田が脱退。4月7日に吉祥寺Planet Kにてワンマンライブを開催。
- 2019年 - 5月、4th miniアルバム「47℃」発売。

## ミュージックビデオ
製作担当
- 白井達也 - 世界で一番長い夜に
- Ranma Takahashi - 上がれ
- 児玉駿介 - Muddy